# Rolf Schilli
Rolf Schilli (* 15. Juni 1966) ist ein ehemaliger deutscher Skispringer.

## Leben und Karriere
Schilli wuchs in Schonach im Schwarzwald auf und betrieb bis zu seinem 16. Lebensjahr Nordische Kombination. Er sprang zwischen 1984 und 1990 im Skisprung-Weltcup. Sein erstes Weltcup-Springen beendete er am 30. Dezember 1980 in Oberstdorf auf dem 84. Platz. Erst zwei Jahre später, am 4. Januar 1987 konnte er in Innsbruck erstmals mit Platz 15 einen Weltcup-Punkt gewinnen. Diese Platzierung erreichte er erneut beim Springen in Lahti. Am Ende der Weltcup-Saison 1986/87 stand er mit den zwei gewonnenen Weltcup-Punkten auf dem 78. Platz in der Gesamtwertung.
Am 30. Dezember 1988 erreichte Schilli mit Platz 11 beim Springen in Oberstdorf die beste Einzelplatzierung seiner Karriere. Nachdem er auch in Liberec erneut in die Punkteränge springen konnte, beendete er die Saison auf dem 50. Platz in der Weltcup-Gesamtwertung.
Nachdem sich in der folgenden Saison keine Erfolge mehr einstellen wollten, beendete er nach Abschluss von Welt- und Continental Cup 1990 seine aktive Skisprungkarriere.
Zusammen mit Landestrainer Wolfgang Steiert arbeitete Schilli drei Jahre lang als Bundes-Nachwuchstrainer u. a. am Aufbau einer Frauen-Skisprungmannschaft in Baden-Württemberg. Seit 2013 ist er leitender Trainer des Olympiastützpunkts Hinterzarten.